# Jessica Ryde
Jessica Karin Maria Ryde (* 18. Mai 1994 in Lund) ist eine schwedische Handballspielerin, die dem Kader der schwedischen Nationalmannschaft angehört.

## Vereinskarriere
Jessica Ryde spielte anfangs in ihrer Geburtsstadt bei LUGI HF. Mit der Juniorinnenmannschaft von Lugi gewann sie 2011 die schwedische Meisterschaft. Weiterhin lief sie für die Damenmannschaft in der höchsten schwedischen Spielklasse auf und nahm an europäischen Pokalwettbewerbe teil. Die Torhüterin wechselte 2013 zum Ligakonkurrenten H 65 Höör. Mit Höör gewann sie 2014 den EHF Challenge Cup sowie 2017 die schwedische Meisterschaft. In der Saison 2016/17 stand sie nochmals mit Höör im Finale des EHF Challenge Cups. Im Sommer 2017 wechselte Ryde zum dänischen Erstligisten FC Midtjylland Håndbold, der sich ein Jahr später in Herning-Ikast Håndbold umbenannte. Mit Herning-Ikast stand sie 2019 im Finale um die dänische Meisterschaft, dass die Mannschaft gegen Team Esbjerg verlor. Im selben Jahr gewann sie mit Herning-Ikast den dänischen Pokal. Den im Jahr 2022 in Ikast Håndbold umbenannten Verein verließ Ryde im Jahr 2023, um sich dem französischen Verein Neptunes de Nantes anzuschließen. Kurz vor dem Wechsel gewann sie mit Ikast die EHF European League. Seit dem September 2024 steht sie beim ungarischen Erstligisten Debreceni Vasutas SC unter Vertrag.

## Auswahlmannschaften
Jessica Ryde lief anfangs für die schwedische Jugend- und Juniorinnennationalmannschaft auf. Mit diesen Auswahlmannschaften nahm sie an der U-17-Europameisterschaft 2011, an der U-18-Weltmeisterschaft 2012, an der U-19-Europameisterschaft 2013 und an der U-20-Weltmeisterschaft 2014 teil. Am 2. Juni 2018 gab sie im Europameisterschafts-Qualifikationsspiel gegen die färöische Nationalmannschaft ihr Debüt für die schwedische Nationalmannschaft. Ryde wurde vom Nationaltrainer Henrik Signell in den Weltmeisterschafts-Kader 2019 berufen. Mit der schwedischen Auswahl belegte sie den vierten Platz bei den Olympischen Spielen in Tokio. Ryde parierte im Turnierverlauf elf von 21 Siebenmetern.